# خبازة كريتية
خبازة كريتية (الاسم العلمي: Malva cretica ) هي نوع نباتي يتبع جنس الخبازة من الفصيلة الخبازية.  